# ラジオフィーチャー
ラジオフィーチャー (英語: feature; radio documentary; ドイツ語: Radio-Feature) は、ラジオ番組におけるノンフィクションのジャンルである。

## 概要
1945年以降、ヨーロッパ各国のラジオ局が提供する文化系プログラムの中で、ラジオドラマと共に定着していった。 ラジオドラマとドキュメンタリー、ルポルタージュの各要素がミックスされているのが、ラジオフィーチャーの特徴である。
ラジオフィーチャーは、独立したジャンルとして、1930年代の終わりにまず英国で人気を獲得した。 1937年にはBBCで「エクスペリメンタル・アワー」が登場したが、 形式としては融合ではなく、内容はドキュメンタリー色の強い番組だった。 ここから新しい表現方法が確立されていき、1939年以降は「フィーチャー」という呼び方が一般に浸透した。 ラジオドラマはフィクション性が強いのに対し、フィーチャーでは通常、ドキュメンタリーの要素が占める割合が大きくなる。

## 関連文献
- Patrick Conley: Der parteiliche Journalist. Die Geschichte des Radio-Features in der DDR. Berlin: Metropol, 2012. ISBN 978-3-86331-050-9
- 김　승월　지음 (Sŭng-wŏl Kim): 라디오　다큐멘터리. 라디오　재미 있게　만들기. 서울시: 커뮤니케이션　북스, 2001. ISBN 8984990396, LCCN 2001-549340
- Susan Pape; Sue Featherstone: Feature writing. A practical introduction. London: SAGE, 2006. ISBN 1-412-90800-0
- Udo Zindel; Wolfgang Rein (eds.): Das Radio-Feature. Incl. CD mit Hörbeispielen. 2nd edition. Konstanz: UVK, 2007. ISBN 978-3-89669-499-7, LCCN 2009-494021